# Édouard Branly

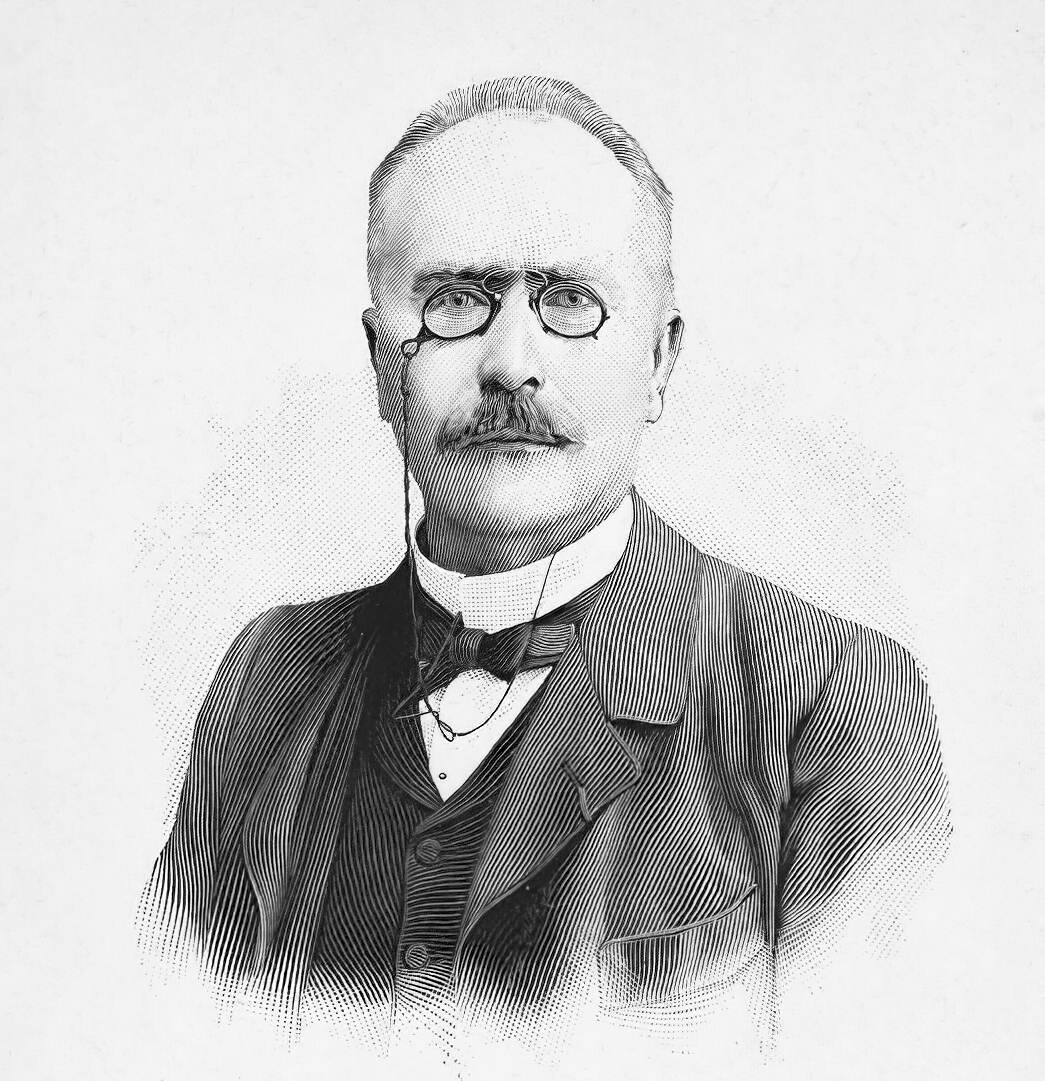
Édouard Branly

Édouard Branly (Amiens, 23 oktober 1844 - Parijs, 24 maart 1940) was een Frans natuurkundige en een pionier op het gebied van de draadloze telegrafie. Samen met onder anderen Guglielmo Marconi en Aleksandr Popov wordt hij, voornamelijk in Frankrijk, gezien als "vader" van de radio.
Édouard Branly ontdekte in 1890 dat kleine metalen deeltjes in een glazen buisje samenkleven wanneer in de buurt een vonk wordt gemaakt. Hij gebruikte dit principe voor het detecteren van elektromagnetische golven. Dit principe was gevoeliger dan de cirkelvormige draad van Heinrich Hertz. Deze draad had een kleine opening waartussen vonken ontstonden in de buurt van elektromagnetische golven. Voor de metalen deeltjes gebruikte Branly het fijngemalen mineraal cohenite, (Fe, Ni, Co)3C, een ijzercarbide.  Door aan de uiteinden van het glazen buisje twee elektroden te bevestigen kon de elektrische weerstand worden gemeten en door het samenkleven van de deeltjes werd die beduidend lager. Dit coherereffect vormde de basis voor de eerste radio-ontvanger, de coherer. Hiermee, samen met een antenne uitgevonden door Popov, kon het experiment van Hertz, dat maar een reikwijdte had van enkele meters, worden uitgebreid tot vele kilometers.
Een nadeel van de coherer was dat na detectie de deeltjes weer losgeklopt moesten worden. 
In 1903 vond Gustave-Auguste Ferrié de elektrolytische detector uit, een toestel dat veel betrouwbaarder functioneerde dan de coherer van Branly. Gelijktijdig maar onafhankelijk ervan werd dezelfde uitvinding ook gedaan door Reginald Fessenden (1903) en Wilhelm Schlömilch (1903). In 1899 had Michael Pupin dezelfde uitvinding al gedaan.
Naast de coherer heeft Branly geëxperimenteerd met afstandsbediening door middel van radio.
Branly was een ijverige, maar koppige geleerde, en een overtuigd katholiek. Naast zijn pogingen middelen van de directie van het Katholieke Instituut te verkrijgen, streed hij tegen antiklerikalen en tegen de wet op de scheiding van kerk en staat die op 9 december 1905 door het Franse parlement werd aangenomen.
Branly overleed op 95-jarige leeftijd en werd begraven op de Cimetière du Père-Lachaise. Een deel van het materiaal van zijn laboratorium is te zien in het Musée Édouard Branly, in het Institut Catholique de Paris. In dit gebouw, dat nu wordt gebruikt door de Hogeschool voor Elektronica van Parijs, kan men zijn kantoor, een transformatorzaal en een kooi van Faraday bezichtigen.

## Chronologie
- 1844: Geboorte in Amiens op 23 oktober.
- 1852: Studie aan de middelbare school van Saint-Quentin.
- 1865: Toelating tot de École normale supérieure. Leerling van Louis Pasteur.
- 1868: Leraar natuurkunde aan de middelbare school van Bourges.
- 1869: Hoofd van laboratorium op École pratique des hautes études (toentertijd verbonden met Sorbonne). Eerste communicatie met de Franse Academie van Wetenschappen, in samenwerking met professor Desains over zonnestraling.
- 1871: Neemt deel aan de verdediging van Parijs.
- 1873: Proefschrift over de elektrostatische verschijnselen in batterijen.
- 1874: Adjunct-generaal van het Natuurkundig Laboratorium van Sorbonne.
- 1875: Leraar aan het Katholieke Instituut van Parijs.
- 1877: Hervat studie geneeskunde.
- 1882: Proefschrift over het doseren van hemoglobine en de behandeling van  verzwakte zieken. Branly trouwt met Marie Lagarde en krijgt drie kinderen: Jeanne (1883), Etienne (1885) en Elisabeth (1889).
- 1890: Ontdekking van het coherereffect en ontwikkeling van de coherer. Onderzoek aan foto-elektrische effecten.
- 1894: Discussie met Lodge over de oorzaken van variatie in geleiding en het concept van de coherer. Onderzoek van de contacten in de coherer.
- 1896: Beoefening van de geneeskunde gelijktijdig met onderwijs en onderzoek aan het Katholieke Instituut.
- 1902: Ontwikkeling van de driepoot-coherer.
- 1905: Demonstratie van telegrafie en telefonie zonder draad.
- 1910: Ontvangt de Grote Prijs van Argenteuil van de Société d'encouragement à l'industrie nationale.
- 1911: Verkiezing aan de Académie des Sciences, en onderzoek naar diëlektrische eigenschappen.
- 1924: Hij was een van de 42 leden van de Académie des Sciences die de waarde van het Esperanto erkenden.
- 1932: Bouw van het nieuwe laboratorium aan het Katholieke Instituut.
- 1940: Overlijden op 24 maart.